# Prasinocyma absimilis
Prasinocyma absimilis är en fjärilsart som beskrevs av W. Warren 1901. Prasinocyma absimilis ingår i släktet Prasinocyma och familjen mätare. Inga underarter finns listade i Catalogue of Life.